# Zuihitsu
Zuihitsu (jap. 随筆 zuihitsu, dosł. podług pędzla) – gatunek w literaturze japońskiej powstały w epoce Heian; rodzaj eseju, szkicu pisanego prozą, niepodlegającego określonym zasadom literackim. Zapiski te mają charakter luźnej wypowiedzi na dowolny temat – mogą zawierać wspomnienia, przemyślenia, osobiste wyznania, zasłyszane historie, anegdoty, opisy przyrody, listy rzeczy czy zjawisk, które zwróciły uwagę autora.
W literaturze europejskiej najbardziej zbliżonymi gatunkami były sylwy (silva rerum), miscellanea, varia.

## Nazwy
Początkowo gatunek ten nazywano manroku 漫録,  mampitsu 漫筆 lub manki 漫記 – wszystkie te terminy oznaczają ‘luźne notatki, zapiski’. Później zaczęto używać określeń zuikanroku 随感録 lub zuisōroku 随想録 o tym samym znaczeniu.
Nazwa zuihitsu pojawia się po raz pierwszy w tytule utworu Tōsai zuihitsu 東斎随筆 („Zapiski o Dōngzhāi”), którego autorem był Ichijō Kanera 一条兼良 (1402-1481). Co ciekawe, to właśnie dzieło jest zbiorem dydaktycznych opowieści uporządkowanych tematycznie i należy do gatunku setsuwa, a nie zuihitsu.

## Przykłady
Do najbardziej znanych i cenionych utworów typu zuihitsu zalicza się:
- Sei Shōnagon 清少納言 (ok. 966 – po 1017): Makura no sōshi 枕草子 („Zeszyty spod wezgłowia”, „Notatnik osobisty”) z przełomu X i XI wieku
- Kamo no Chōmei 鴨長明 (1155-1216): Hōjōki 方丈記 („Zapiski z szałasu”) z 1212 roku
- Yoshida Kenkō 吉田兼好 (1283-1350): Tsurezuregusa 徒然草 („Szkice z wolnych chwil”, „Zapiski dla zabicia czasu”) z lat 1330-1331

Szczególnie pierwszy i trzeci z nich uważane są za najbardziej reprezentatywnych przedstawicieli tego gatunku. Jako inne przykłady wymienić można:
- Yoshishige Yasutane 慶滋保胤 (ok. 931-1002): Chiteiki 池亭記 z roku 982
- Arakida Moritake 荒木田守武 (1473-1549): Moritake zuihitsu 守武随筆
- Haiya Shōeki 灰屋紹益 = Sano Shigetaka 佐野重孝 (1607-1691): Nigiwaigusa にぎはひ草, opublikowane w roku 1682
- Muro Kyūsō 室鳩巣 (1658-1734): Sundai zatsuwa 駿台雑話 z roku 1732
- Ichikawa Danjūrō II 市川団十郎二世 (1688-1758): Oi no tanoshimi 老いのたのしみ, opublikowane w roku 1803
- Matsudaira Sadanobu 松平定信 (1758-1829): Kagetsu sōshi 花月草紙 z lat 1796-1803

## „Bezkształtność” zuihitsu
Charakterystyczną cechą zuihitsu jest brak jednolitej kompozycji całości i wyrazistej myśli przewodniej. Podkreśla się bezładność tekstu i niespoistość zdań, fragmentację świata przedstawionego i znaczeń zawartych w utworze. Jednak jak zauważa Mikołaj Melanowicz:

Zwłaszcza „Szkice z wolnych chwil” są dowodem na to, że swoista „bezforemność” tej odmiany piśmiennictwa nie jest dowodem na istnienie dzieł literackich bez formy. Myśli i zdania bez ładu i składu mogłyby istotnie zostać wyrzucone na śmietnik i zapomniane, gdyby nie zostały zaklasyfikowane do formy „luźnych notatek”, podobnie jak prekursorski „Notatnik osobisty” Sei Shōnagon.